# Centre-ville de Cherbourg
Pour les articles homonymes, voir Quartier Centre.
Le Centre-ville de Cherbourg est le quartier historique de la ville de Cherbourg (à ne pas confondre avec le quartier historique d'Octeville, voir Octeville) et qui s'étend entre les quais, le boulevard Pierre-Mendès-France, le boulevard Robert-Schuman, la rue Emmanuel-Liais et la place Napoléon.

## Situation
Quartier historique de la ville, il se retrouve au cœur de l'agglomération, à la fois proche de la gare, du port et des grands axes de communication. Densément peuplé, il concentre aussi un grand nombre de petits commerces ou de restaurants. Les anciennes rues sinueuses étant piétonnes, c'est là que beaucoup d'habitants et de touristes flânent.

## Histoire
C'est là qu'autrefois se trouvait le château de Cherbourg, détruit vers la fin du XVIIe siècle, et dont certains noms de rues rappellent la présence, tel que la rue Tour-Carrée, la rue du Château, la rue des Fossés ou la rue des Portes.

## Lieux et patrimoine

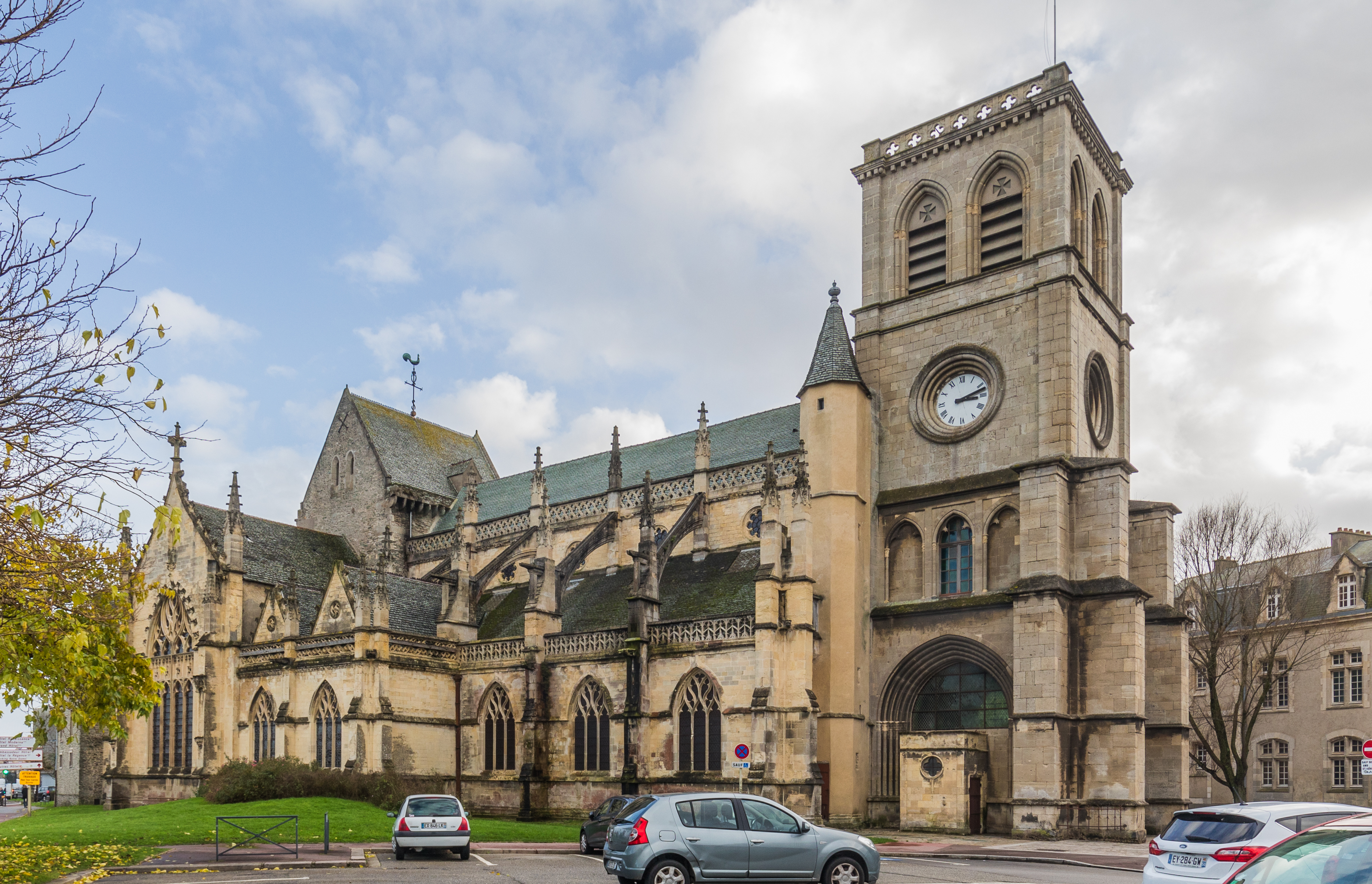
La Basilique Sainte-Trinité.

Du fait de la longue histoire de ce quartier, on note un nombre important de lieux particuliers.
- La Basilique Sainte-Trinité: édifice religieux de style gothique datant du XVe siècle, construit sur les ruines des anciennes églises[1].
- La statue de Napoléon Ier : statue équestre située place Napoléon, elle a été érigée en 1858 et conçue par Armand Le Véel (1821-1905), elle fut inaugurée par Napoléon III et l'impératrice Eugénie[2].
- L'hôtel de ville
- La place de la Fontaine
- Le théâtre à l'italienne
- La fontaine Mouchel
- Le centre culturel

## Institutions
Le centre-ville comporte de nombreux bâtiments administratifs, tels que la mairie de Cherbourg-en-Cotentin, la mairie de Cherbourg-Octeville, la préfecture maritime, le théâtre, la sous-préfecture ou l'office de tourisme.